# Дессен, Жан-Кристоф
Жан-Кристоф Дессен (фр. Jean-Christophe Dessaint) — французский режиссёр, сценарист и художник анимационного кино.

## Биография
Жан-Кристоф Дессен впервые начал увлекаться анимацией ещё во французской школе Gobelins, которую он окончил в 1997 году. Свою карьеру Дессен начал в 1998 году в роли режиссёра-аниматора мультипликационного сериала «Огги и тараканы», выпускавшегося французской компанией «Gaumont Multimedia». Также он выступал в роли режиссёра анимационных фильмов «Путешествие на запад» и «Кот раввина». В частности в фильме «Кот раввина» занимался раскадровкой. Затем он стал главным режиссёром полнометражного мультфильма «Волшебный лес».

## Фильмография
- 1998—2003 — Огги и тараканы (художник-постановщик, сценарист ряда серий)
- 2007 — Путешествие на запад (художник-постановщик)
- 2011 — Кот раввина (художник-постановщик, раскадровщик)
- 2012 — Волшебный лес (режиссёр-постановщик)

- Жан-Кристоф Дессен в кино.
- Жан-Кристоф Дессен «Je n’invente pas de personnages de grandes personnes qui parlent à leur nounours», интервью с Вильямом Луазоном в журнале «Le Nouvel Obs» 24 октября 2012.